# タイムズスクウェア (香港)
タイムズスクウェア（英語：Times Square、中国語（繁体字）：時代廣場、日本における漢字：時代広場）とは、香港の香港島北部、銅鑼湾（Causway Bay）に位置するショッピングセンター、映画館、オフィスなどを備えた複合施設である。

## 概要
タイムズスクウェアは1994年4月に完成、香港の総合企業である九龍倉集團物業により建設された。元々は香港トラム（香港電車）の車庫（灣仔電車廠）が置かれていたが、再開発によりタイムズスクウェアが建設された。場所は香港で最も繁華とされる銅鑼湾にあるが、どちらかと言えば灣仔（Wan Chai）地区との境目にある為、香港そごうなどがある軒尼詩道（Hennessy Road）からは多少距離がある。またMTR銅鑼湾駅と直結している施設ではあるものの、改札口を出てから徒歩で5分程度の距離がある地下道を通らなければ辿り着かない。
低層部には大きな吹き抜けのあるショッピングセンターが設置され、この中にはスーパーマーケット（c!ty'super）やレストラン街（食通天）などもある。映画館は東側にあり、香港のUAグループが運営している（UA時代電影院）。高層部はオフィスビルの、46階建てで194mの高さを持つ西側の一座（Tower One）と、39階建てで169mの高さを持つ東側の蜆殻大廈（Shell Tower）の二棟に分かれている。
1階部分は公共広場になっており、街頭ビジョンが設置されている。この広場では、現代美術家による屋外展示会が行われたり、しばしば香港映画やテレビ番組のインタビューのロケ地ともなるなど、香港でタイムズスクウェアは最も知名度のある場所のひとつである。
また中華人民共和国の上海市黄浦区にある上海のタイムズスクウェア（大上海時代広場）は、九龍倉集團物業により建設された為、この場所を模した雰囲気となっている。

## 主なテナント

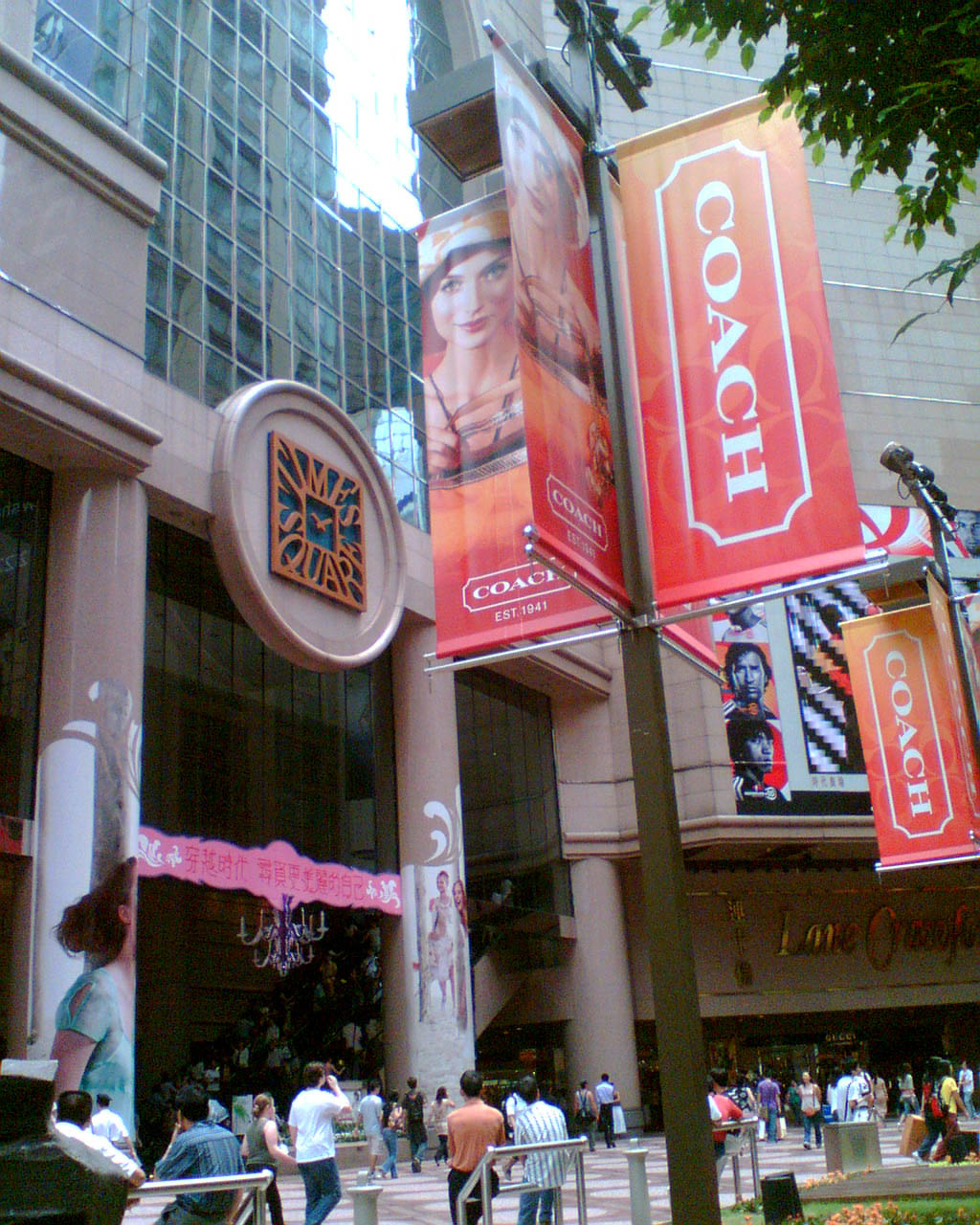
広場の様子

- C!ty'super
- Lane Crawford（連卡佛）
- マークス&スペンサー（馬莎百貨）
- ジョルダーノ
- ZARA
- kookai
- アナスイ
- ヴィヴィアン・タム
- MaxMara
- Sisley
- 葉壹堂（Page One）
- 百老匯攝影器材
- Gucci
- 4℃
- izzue.com
- bauhaus
- アディダス
- ナイキ
- プーマ

## 画像

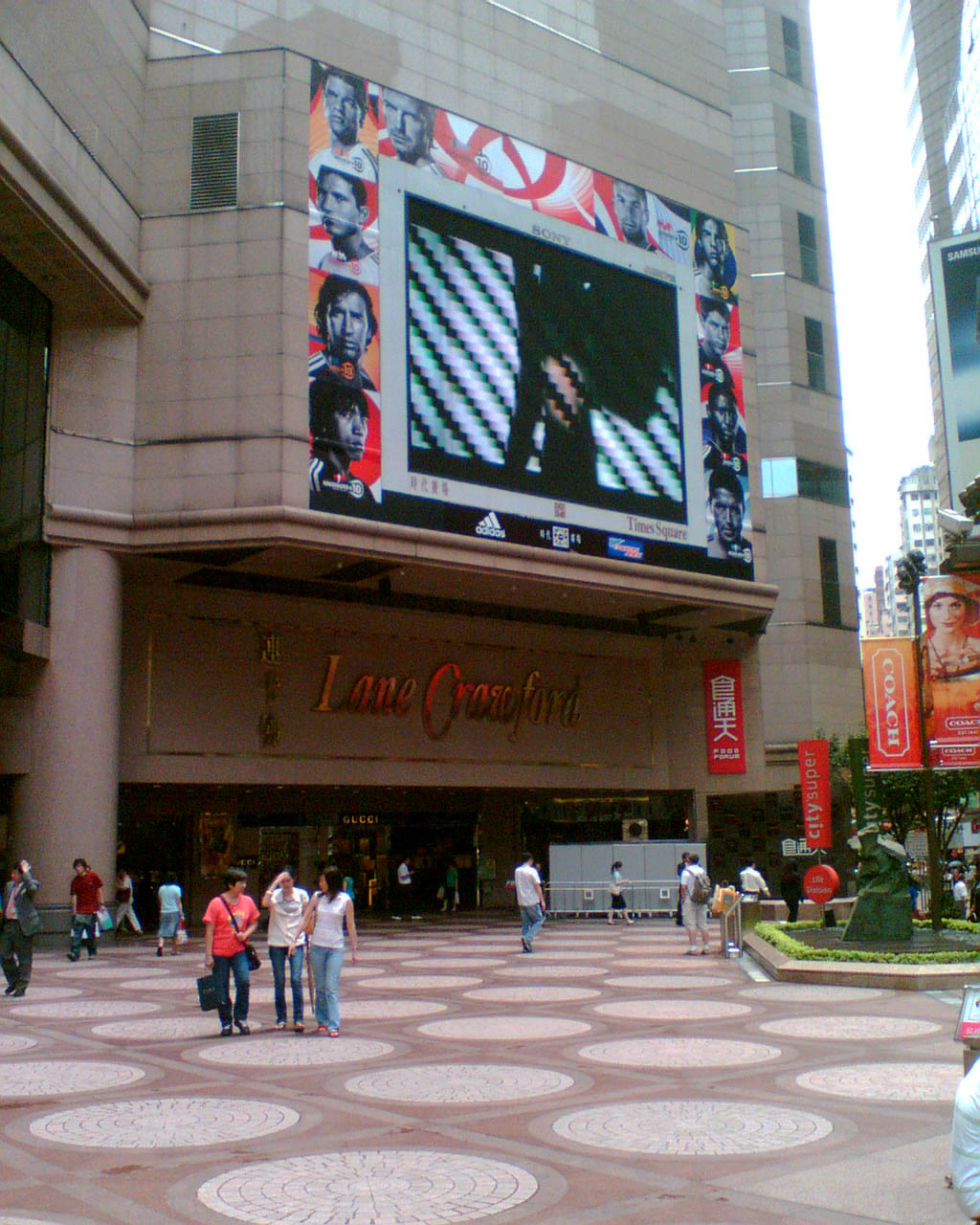
公共広場
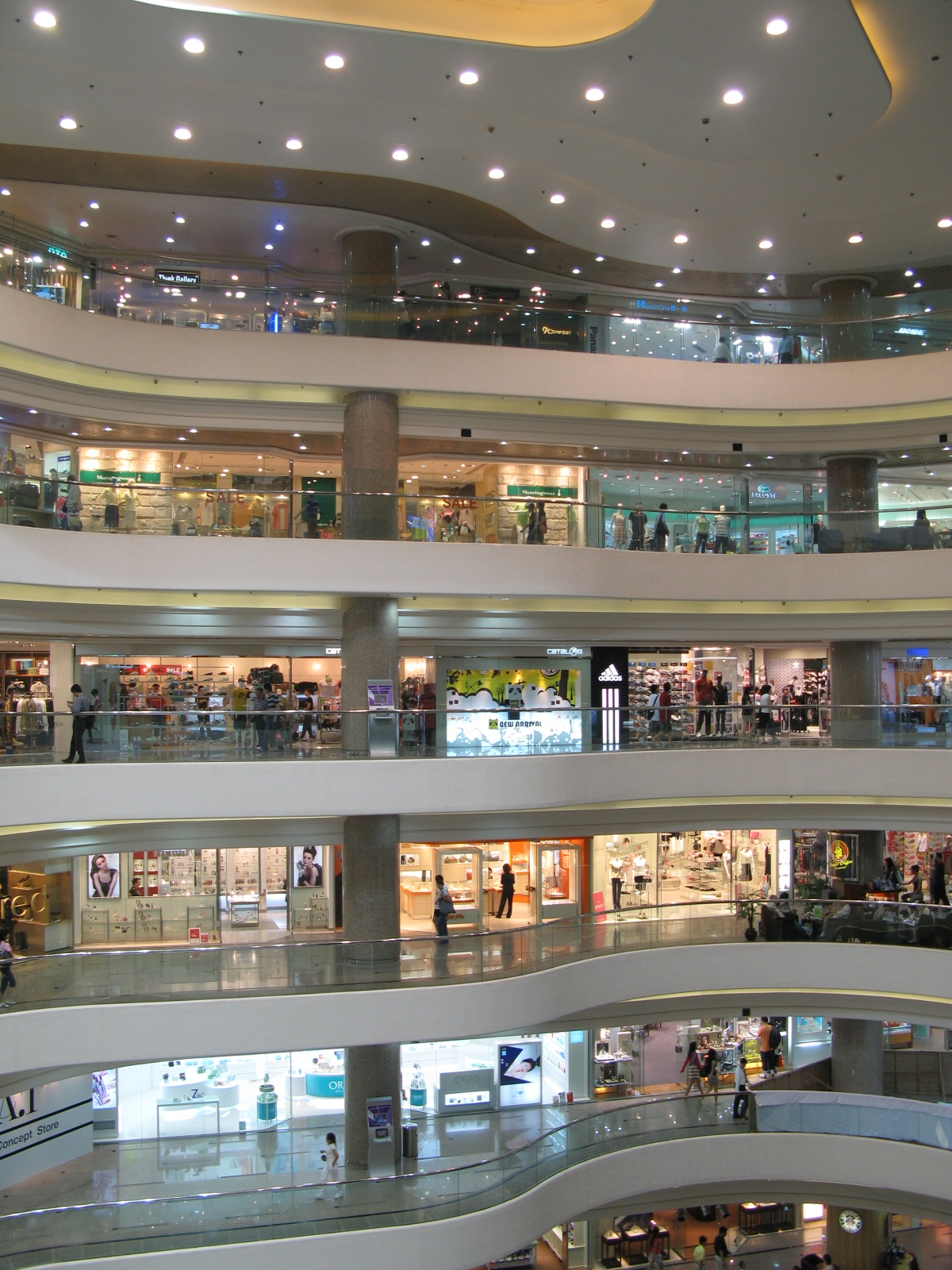
内部吹き抜けの様子
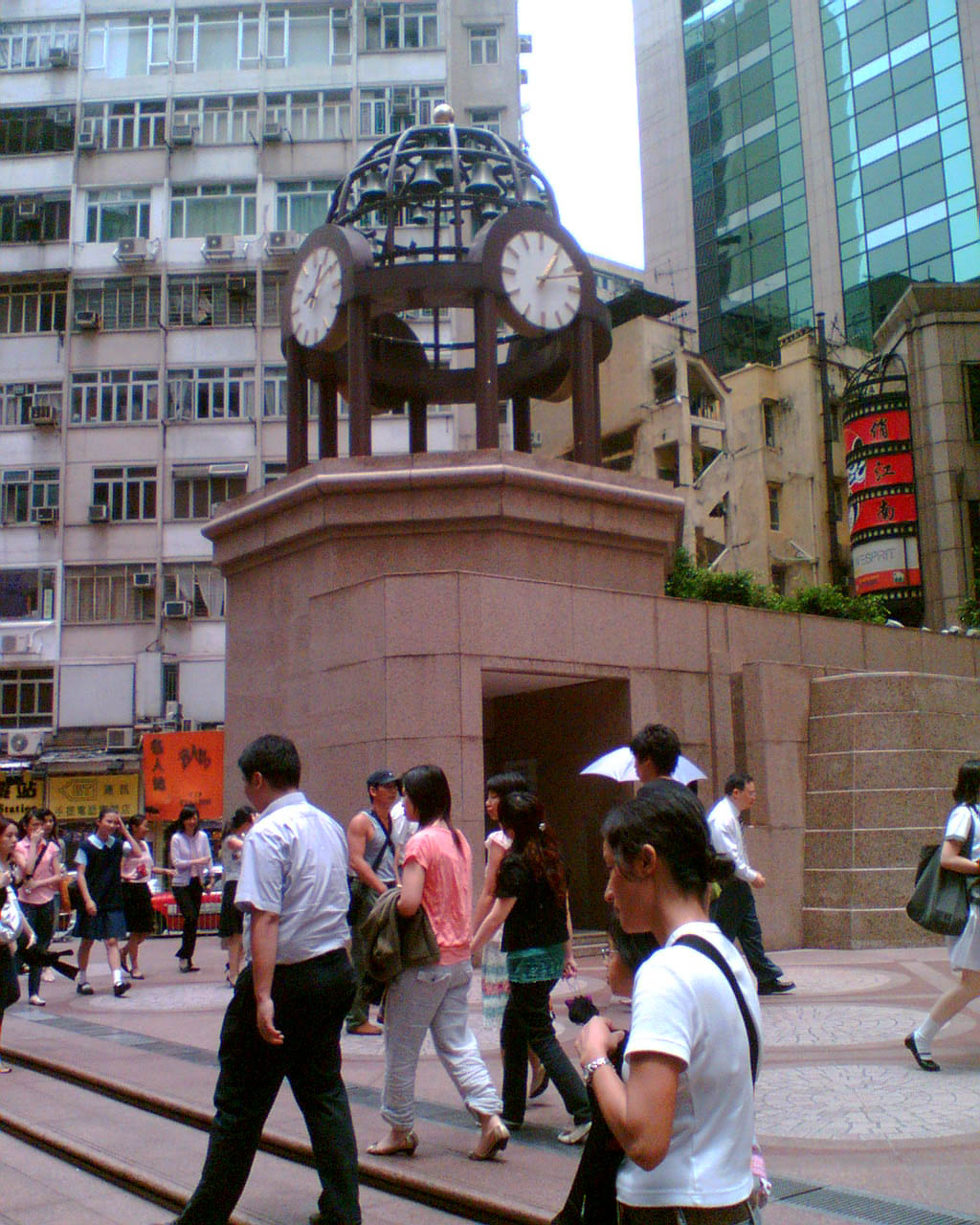
時計台
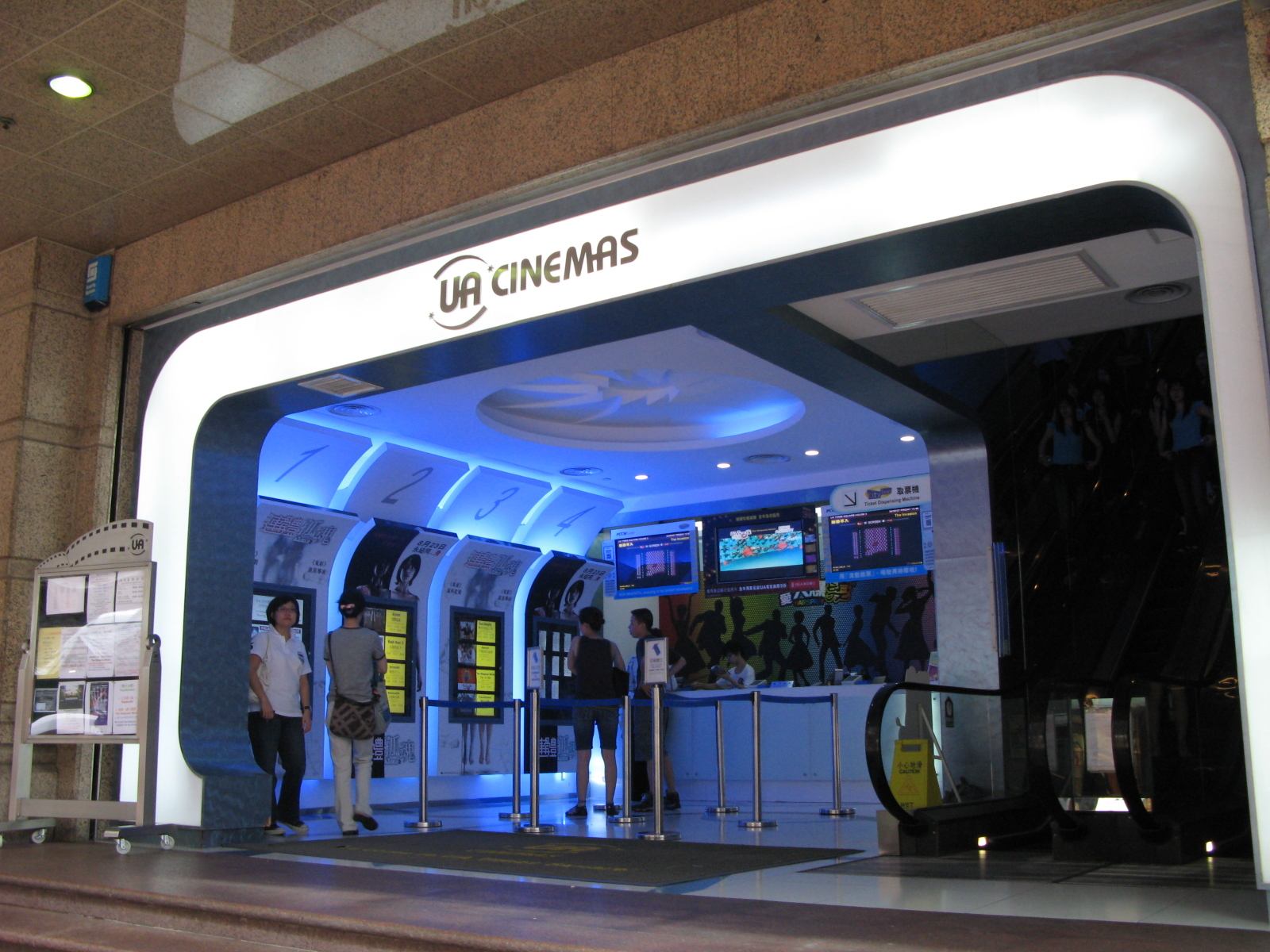
UA時代電影院

## 周辺施設
- 香港MTR･銅鑼灣（Causway Bay）駅
- 香港そごう（東角中心：East Point Centre）
- マニュライフプラザ（宏利保険大廈：Manulife Plaza）
- ザ・リーガーデンズ（利園：The Lee Gardens）…マニュライフプラザ内のショッピングモール
- 香港サッカー協会（香港足球會：Hong Kong Football Club）
- 香港ジョッキークラブ（香港寶馬會總部：HKJC Headquarters）

その他、筋向いに日本のたこ焼きとたい焼きの専門チェーン店築地銀だこ銅鑼湾店がある。また付近の興利中心（Hennessy Centre）に香港三越があったが、2006年夏に閉店している。

## 交通
- MTR港島線の銅鑼湾駅に直結（改札口を出て地下道利用）
- トラム（路面電車）
- その他バス便、ミニバス便利用